# 九龍巴士46線
九龍巴士46線是香港的一條日間巴士路線，來往麗瑤及佐敦（西九龍站）。
此路線與45線亦同為取道九華徑前往麗瑤的巴士路線。
九龍巴士246R線是香港的一條特別巴士路線，由佐敦（匯民道）往麗瑤，只在西九文化區舉行大型活動後提供服務。

## 歷史
- 1977年1月17日：投入服務，當時是來往麗瑤及深水埗碼頭。
- 1978年6月25日：配合深水埗新碼頭啟用，總站遷往新碼頭廣場（現址為富昌邨）。
- 1982年5月16日：配合地鐵（現稱港鐵）荃灣綫全綫通車，延長至大角咀碼頭，並取代45M線服務。
- 1989年12月19日：改經美荔道。
- 1991年10月3日：配合原服務荔景山區往南九龍的30線縮短至長沙灣廣場，故本線延長至佐敦道碼頭，取代其服務位置。
- 2000年7月16日：增設空調服務。
- 2002年7月14日：全線以空調巴士行走。
- 2003年2月22日：佐敦總站遷至佐敦（匯翔道）巴士總站。
- 2009年12月20日：本線總站由佐敦（匯翔道）巴士總站遷往佐敦（渡華路）巴士總站，以配合廣深港高速鐵路西九龍站工程[1]。
- 2015年3月21日：增設到站時間預報。[2]
- 2018年9月16日：九龍區總站由佐敦（渡華路）巴士總站遷往西九龍站巴士總站[3]。

2022年1月1日：配合西九文化區「香港跨年倒數演唱會」活動於該天凌晨結束，246R線投入服務。

## 服務時間及班次
| 麗瑤開                | 麗瑤開       | 麗瑤開       | 佐敦（西九龍站）開    | 佐敦（西九龍站）開 | 佐敦（西九龍站）開 |
| 日期                  | 服務時間     | 班次（分鐘） | 日期                  | 服務時間           | 班次（分鐘）       |
| --------------------- | ------------ | ------------ | --------------------- | ------------------ | ------------------ |
| 星期一至五            | 05:55-06:55  | 30           | 星期一至五            | 06:35-09:05        | 30                 |
| 星期一至五            | 07:20、07:40 | 07:20、07:40 | 星期一至五            | 09:30              | 09:30              |
| 星期一至五            | 07:55-08:45  | 25           | 星期一至五            | 09:30-23:30        | 30                 |
| 星期一至五            | 08:45-23:45  | 30           | 星期一至五            | 00:05              | 00:05              |
| 星期六、日 及公眾假期 | 05:55-07:55  | 30           | 星期六、日 及公眾假期 | 06:35-00:05        | 30                 |
| 星期六、日 及公眾假期 | 08:20        |              |                       |                    |                    |
| 星期六、日 及公眾假期 | 08:45-23:45  | 30           |                       |                    |                    |

## 收費
46
全程：$6.4
| - 本線設有12歲以下小童及65歲或以上長者半價優惠。 - 65歲或以上香港居民使用「樂悠咭」，以及12歲以下合資格殘疾兒童使用「殘疾人士身份」個人八達通繳付車資，均可享有每程$2.0或半價（以較低者為準）的票價優惠；12至64歲合資格殘疾人士使用「殘疾人士身份」個人八達通（包括「樂悠咭」），以及60至64歲香港居民使用「樂悠咭」繳付車資，均可享有每程$2.0或全費（以較低者為準）的票價優惠。 - 65歲或以上長者如使用長者或一般個人八達通繳付車資，則只可享有半價優惠；12至64歲合資格殘疾人士如不使用「殘疾人士身份」個人八達通，以及60至64歲人士如不使用「樂悠咭」繳付車資，必須繳付全費。 - 乘客可以現金或八達通於上車時付款，不設找續。 - 每位成人乘客可免費攜帶最多兩名4歲以下而不佔座位的兒童乘客乘車，超額之4歲以下小童必須繳付小童車費乘車。 - 持有「九巴月票」之乘客在車票有效期內，每日可享最多10程任何九龍巴士及龍運巴士路線（包括本路線，以及聯營路線的九龍巴士／龍運巴士提供的班次；惟乘搭機場「A」及「NA」線則可享原價二七折優惠（不會計算每天10次合資格車程））；而B1線則每日可享最多各2程（不會計算每天10次合資格車程）。 - 九龍巴士、城巴、龍運巴士及陽光巴士全職員工及家屬（不包括外判職員）可免費乘搭本路線，惟必須拍職員或職員家屬八達通。 - 乘客亦可透過多元化電子支付系統（e度嘟）繳付車資，包括使用非接觸式VISA卡、JCB卡、萬事達卡、銀聯卡、美國運通、大來國際、Discover Card、Apple Pay、Google Pay、Samsung Pay、AlipayHK「易乘碼」、支付寶、WeChatHK／微信支付「搭車碼」、銀聯雲閃付「乘車碼」及BOC Pay「乘車碼」。乘客使用此付款方式，使用此支付方式的乘客可享有中途下車之分段收費，以及與其他九巴／龍運獨營路線或聯營線九巴／龍運班次之轉乘優惠，惟不適用於與非九巴／龍運路線之轉乘優惠，亦不能享有「公共交通費用補貼計劃」及「長者及合資格殘疾人士公共交通票價優惠計劃」。 |

246R
全程：$14.0
| - 本線設有12歲以下小童及65歲或以上長者半價優惠。 - 65歲或以上香港居民使用「樂悠咭」，以及12歲以下合資格殘疾兒童使用「殘疾人士身份」個人八達通繳付車資，均可享有每程$2.0或半價（以較低者為準）的票價優惠；12至64歲合資格殘疾人士使用「殘疾人士身份」個人八達通（包括「樂悠咭」），以及60至64歲香港居民使用「樂悠咭」繳付車資，均可享有每程$2.0或全費（以較低者為準）的票價優惠。 - 65歲或以上長者如使用長者或一般個人八達通繳付車資，則只可享有半價優惠；12至64歲合資格殘疾人士如不使用「殘疾人士身份」個人八達通，以及60至64歲人士如不使用「樂悠咭」繳付車資，必須繳付全費。 - 乘客可以現金或八達通於上車時付款，不設找續。 - 每位成人乘客可免費攜帶最多兩名4歲以下而不佔座位的兒童乘客乘車，超額之4歲以下小童必須繳付小童車費乘車。 - 持有「九巴月票」之乘客在車票有效期內，每日可享最多10程任何九龍巴士及龍運巴士路線（包括本路線，以及聯營路線的九龍巴士／龍運巴士提供的班次；惟乘搭機場「A」及「NA」線則可享原價二七折優惠（不會計算每天10次合資格車程））；而B1線則每日可享最多各2程（不會計算每天10次合資格車程）。 - 九龍巴士、城巴、龍運巴士及陽光巴士全職員工及家屬（不包括外判職員）可免費乘搭本路線，惟必須拍職員或職員家屬八達通。 - 乘客亦可透過多元化電子支付系統（e度嘟）繳付車資，包括使用非接觸式VISA卡、JCB卡、萬事達卡、銀聯卡、美國運通、大來國際、Discover Card、Apple Pay、Google Pay、Samsung Pay、AlipayHK「易乘碼」、支付寶、WeChatHK／微信支付「搭車碼」、銀聯雲閃付「乘車碼」及BOC Pay「乘車碼」。乘客使用此付款方式，使用此支付方式的乘客可享有中途下車之分段收費，以及與其他九巴／龍運獨營路線或聯營線九巴／龍運班次之轉乘優惠，惟不適用於與非九巴／龍運路線之轉乘優惠，亦不能享有「公共交通費用補貼計劃」及「長者及合資格殘疾人士公共交通票價優惠計劃」。 |

## 使用車輛
本線一直受敬祖路的路面限制影響以及途經專營巴士低排放區，因此只能使用不長於11.3米以及達到歐盟五型或以上排放標準的車輛行走。本線在未設有空調巴士服務時，九巴一向都派出舊型號的巴士。1990年代，九巴派出1970年代出廠的丹拿珍寶巴士行駛，1995年，珍寶全數退役，九巴才改用利蘭勝利二型巴士，及後再改派2軸後置引擎非空調巴士行駛（BL、MCW及丹尼士統治者巴士，這些巴士都是1980年代生產的）。
本線轉為全線空調之後，改用歐盟2及3型丹尼士三叉戟三型巴士行駛，後來統一為1999年歐盟2型配都普車身的三叉戟巴士，但在2008年因應駛經彌敦道的巴士路線的低地台掛牌車必須是歐盟3型或以上引擎的巴士而把上斜較佳的5輛歐盟2型丹尼士三叉戟三型10.6米巴士（ATS）改用上斜較遜色的2003年歐盟3型富豪超級奧林比安10.6米巴士（ASV）及1998年歐盟2型丹尼士巨龍9.9米巴士（ADS）。
2009年7月1日起，本路線將其中1輛2003年10.6米富豪超級奧林比安雙層空調巴士（ASV56／KX3088）調走，換成全新落地的配置歐盟4型廢氣排放標準引擎的10.6米斯堪尼亞K230UB單層低地台空調巴士（ASB5／NU8647），是首條葵青區為總站的巴士路線、也是首2條新界往來市區的巴士路線引入該車款（另一條為30）。事實上，即使本路線派出單層巴士行走，該車亦甚少出現客滿的情況。2011年5月1日起，該輛單層巴士用車被調往203線，本路線因而回復全線派出雙層巴士。駛經敬祖路的巴士路線曾於2017年11月到2018年2月獲准以12米巴士行走，本路線亦出現該等巴士行走此路線的特見，包括亞歷山大丹尼士Enviro 500 MMC12米、富豪B9TL12米。
現時用車包括2輛亞歷山大丹尼士Enviro 400（ATSE）、1輛亞歷山大丹尼士Enviro 200 Dart 10.4米（單門版AAS）和3輛亞歷山大丹尼士Enviro 500 MMC  11.3米（E6M），均屬荔枝角車廠。此路線會與45線交換用車，方便作車務調動或班次調節。
| 車隊編號 | 車牌   |
| -------- | ------ |
| ATSE3    | RT3476 |
| ATSE39   | RV9959 |
| AAS8     | SF 566 |
| E6M82    | XA3277 |
| E6M98    | XD8066 |
| E6M103   | XH8812 |

## 行車路線
46

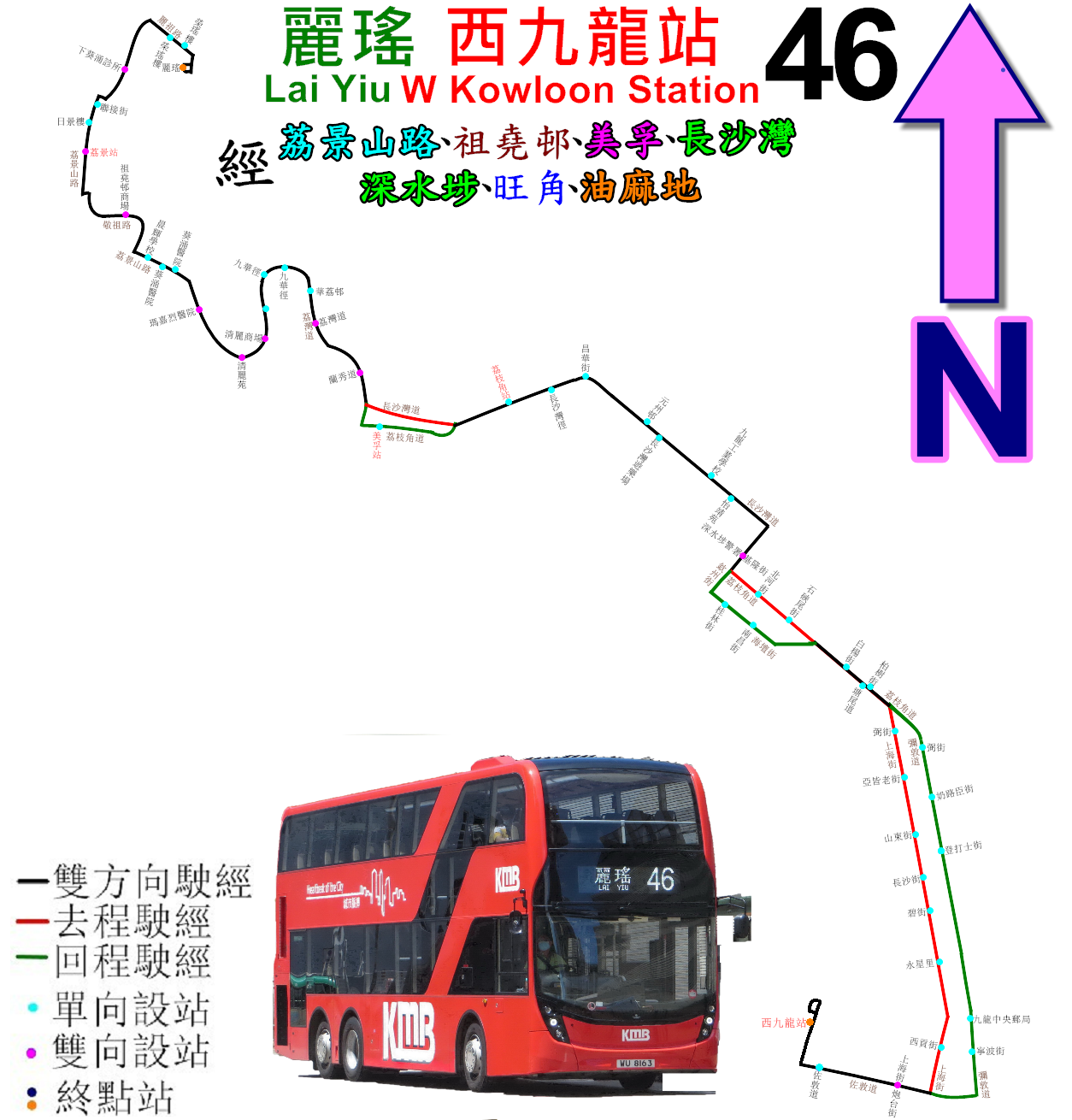
46路線的走線圖

麗瑤開經：麗祖路、聯接街、荔景山路、敬祖路、荔景山路、荔灣道、美荔道、長沙灣道、欽州街、荔枝角道、上海街、佐敦道及海泓道。
佐敦（西九龍站）開經：海泓道、佐敦道、彌敦道、荔枝角道、界限街、海壇街、欽州街、長沙灣道、美荔道、荔灣道、荔景山路、敬祖路、荔景山路、聯接街及麗祖路。
246R
經：匯民道、佐敦道、彌敦道、荔枝角道、東京街、保安道、興華街、荔枝角道、美荔道、荔灣道、荔景山路、敬祖路、祖堯巴士總站、敬祖路、荔景山路、聯接街及麗祖路。

### 沿線車站
46
| 麗瑤開 | 麗瑤開                   | 麗瑤開             | 佐敦（西九龍站）開 | 佐敦（西九龍站）開       | 佐敦（西九龍站）開 |
| 序號   | 車站名稱                 | 位置               | 序號               | 車站名稱                 | 位置               |
| ------ | ------------------------ | ------------------ | ------------------ | ------------------------ | ------------------ |
| 1      | 麗瑤巴士總站             | 麗瑤公共運輸交匯處 | 1                  | 佐敦（西九龍站）巴士總站 | 西九龍站巴士總站   |
| 2      | 麗瑤邨榮瑤樓             | 麗祖路             | 2                  | 西九龍站                 | 佐敦道             |
| 3      | 下葵涌分科診所           | 麗祖路             | 3                  | 上海街                   | 佐敦道             |
| 4      | 聯接街                   | 荔景山路           | 4                  | 寧波街（N29）            | 彌敦道             |
| 5      | 荔景站                   | 荔景山路           | 5                  | 九龍中央郵政局（N30）    | 彌敦道             |
| 6      | 祖堯邨商場               | 敬祖路             | 6                  | 登打士街（N51）          | 彌敦道             |
| 7      | 晨輝學校                 | 荔景山路           | 7                  | 奶路臣街（N61）          | 彌敦道             |
| 8      | 葵涌醫院                 | 荔景山路           | 8                  | 弼街（N72）              | 彌敦道             |
| 9      | 瑪嘉烈醫院               | 荔景山路           | 9                  | 塘尾道                   | 荔枝角道           |
| 10     | 清麗苑                   | 荔景山路           | 10                 | 南昌街                   | 海壇街             |
| 11     | 清麗商場                 | 荔景山路           | 11                 | 桂林街                   | 海壇街             |
| 12     | 九華徑                   | 荔景山路           | 12                 | 深水埗警署               | 欽州街             |
| 13     | 華荔邨                   | 荔景山路           | 13                 | 怡靖苑（X15）            | 長沙灣道           |
| 14     | 荔灣道                   | 美荔道             | 14                 | 長沙灣遊樂場（X26）      | 長沙灣道           |
| 15     | 蘭秀道                   | 美荔道             | 15                 | 長沙灣徑（X34）          | 長沙灣道           |
| 16     | 荔枝角站（Y1）           | 長沙灣道           | 16                 | 美孚站（B4）             | 荔枝角道           |
| 17     | 昌華街（Y8）             | 長沙灣道           | 17                 | 蘭秀道                   | 美荔道             |
| 18     | 元州邨（Y14）            | 長沙灣道           | 18                 | 荔灣道                   | 荔灣道             |
| 19     | 九龍工業學校（Y17）      | 長沙灣道           | 19                 | 九華徑                   | 荔景山路           |
| 20     | 基隆街                   | 欽州街             | 20                 | 荔灣花園                 | 荔景山路           |
| 21     | 北河街                   | 荔枝角道           | 21                 | 清麗商場                 | 荔景山路           |
| 22     | 石硤尾街                 | 荔枝角道           | 22                 | 清麗苑                   | 荔景山路           |
| 23     | 白楊街                   | 荔枝角道           | 23                 | 瑪嘉烈醫院               | 荔景山路           |
| 24     | 柏樹街                   | 荔枝角道           | 24                 | 葵涌醫院                 | 荔景山路           |
| 25     | 弼街                     | 上海街             | 25                 | 祖堯邨商場               | 敬祖路             |
| 26     | 亞皆老街                 | 上海街             | 26                 | 荔景站                   | 荔景山路           |
| 27     | 山東街                   | 上海街             | 27                 | 荔景邨日景樓             | 荔景山路           |
| 28     | 長沙街                   | 上海街             | 28                 | 下葵涌分科診所           | 麗祖路             |
| 29     | 碧街                     | 上海街             | 29                 | 麗瑤邨榮瑤樓             | 麗祖路             |
| 30     | 永星里                   | 上海街             | 30                 | 麗瑤巴士總站             | 麗瑤公共運輸交匯處 |
| 31     | 西貢街                   | 上海街             |                    |                          |                    |
| 32     | 炮台街                   | 佐敦道             |                    |                          |                    |
| 33     | 佐敦（西九龍站）巴士總站 | 西九龍站巴士總站   |                    |                          |                    |

246R
| 佐敦（匯民道）開 | 佐敦（匯民道）開 | 佐敦（匯民道）開   |
| 序號             | 車站名稱         | 位置               |
| ---------------- | ---------------- | ------------------ |
| 1                | 西九龍站         | 匯民道             |
| 2                | 廟街             | 佐敦道             |
| 3                | 南京街（N25）    | 彌敦道             |
| 4                | （N44）          | 彌敦道             |
| 5                | 碧街（N49）      | 彌敦道             |
| 6                | 奶路臣街（N62）  | 彌敦道             |
| 7                | 弼街（N71）      | 彌敦道             |
| 8                | 塘尾道           | 荔枝角道           |
| 9                | 石硤尾街         | 荔枝角道           |
| 10               | 桂林街           | 荔枝角道           |
| 11               | 深水埗公園       | 荔枝角道           |
| 12               | 麗閣邨           | 東京街             |
| 13               | 長沙灣站         | 東京街             |
| 14               | 寶熙苑           | 保安道             |
| 15               | 蘇屋邨杜鵑樓     | 保安道             |
| 16               | 元州街           | 興華街             |
| 17               | 大南西街         | 荔枝角道           |
| 18               | 泓景臺           | 荔枝角道           |
| 19               | 美孚站           | 荔枝角道           |
| 20               | 蘭秀道           | 美荔道             |
| 21               | 荔灣道           | 荔灣道             |
| 22               | 九華徑           | 荔景山路           |
| 23               | 荔灣花園         | 荔景山路           |
| 24               | 清麗商場         | 荔景山路           |
| 25               | 清麗苑           | 荔景山路           |
| 26               | 瑪嘉烈醫院       | 荔景山路           |
| 27               | 葵涌醫院         | 荔景山路           |
| 28               | 祖堯邨商場       | 敬祖路             |
| 29               | 荔景站           | 荔景山路           |
| 30               | 荔景邨日景樓     | 荔景山路           |
| 31               | 下葵涌分科診所   | 麗祖路             |
| 32               | 麗瑤邨榮瑤樓     | 麗祖路             |
| 33               | 麗瑤巴士總站     | 麗瑤公共運輸交匯處 |

## 客量
由於本路線的服務區域除了麗瑤邨、祖堯邨及葵涌醫院至九華徑之間的一段荔景山路外，其餘途經地方皆是鐵路沿線，而且受到新界區專線小巴90M、92M及411線以較頻密班次及高質素服務的競爭，加上荔景一帶人口不斷老化，使本線客量一般，就算繁忙時間也甚少出現頂閘情況，運輸署更在2017-2018年度的巴士路線計劃中，建議本線全線改以單層巴士行駛。現時，由於本路線途經不少舊區，因此服務對象主要是年紀較大和行動不便的長者。不過九巴設置巴士到站時間預報系統，加上於麗瑤總站和45線設立15分鐘的聯合班次後，往九龍方向客量有所提升，更會出現滿座的情況，不過相反方向從怡靖苑往麗瑤一段和45線重疊，而45線經常較本線早到達，故往麗瑤的客量較遜色。
雖然本線算是一條肩負社區服務的路線，但人口持續下降，加上本線未有分段收費去吸納短途乘客，往香港西九龍站方向亦因為彌敦道公共巴士配額限制而被迫途經上海街，不利乘客前往彌敦道旺區，因此未能提升客量。另外，本線曾被多次建議縮短至美孚，或與45線合併，並加密班次和調低車資，但因45線改動會牽涉服務範圍在九龍相同的41線(現241X線)，故一直都未落實，令本線路線客量上升和復甦的機會一再受阻礙。

## 外部連結
- 九巴46線－九龍巴士 （页面存档备份，存于）
- 九巴46線－i-busnet.com （页面存档备份，存于）